# Endocoelus
Endocoelus, es un género de coleópteros polífagos. Es originario de  Asia.

## Géneros
Contiene las siguientes especies:
- Endocoelus contractus (Gorham, 1896)
- Endocoelus idius Strohecker, 1983
- Endocoelus laticollis Strohecker, 1974
- Endocoelus minor Strohecker, 1974
- Endocoelus orbicularis Gorham, 1886